# پیسه تپه ۱۱۱
پیسه تپه ۱۱۱ مربوط به سده‌های اولیه و میانه دوران‌های تاریخی پس از اسلام است و در شهرستان همدان، بخش مرکزی، دهستان هگمتانه، شهر جورقان واقع شده و این اثر در تاریخ ۲۳ بهمن ۱۳۸۵ با شمارهٔ ثبت ۱۷۱۳۲ به‌عنوان یکی از آثار ملی ایران به ثبت رسیده است.